# イヴァン・マルィギン

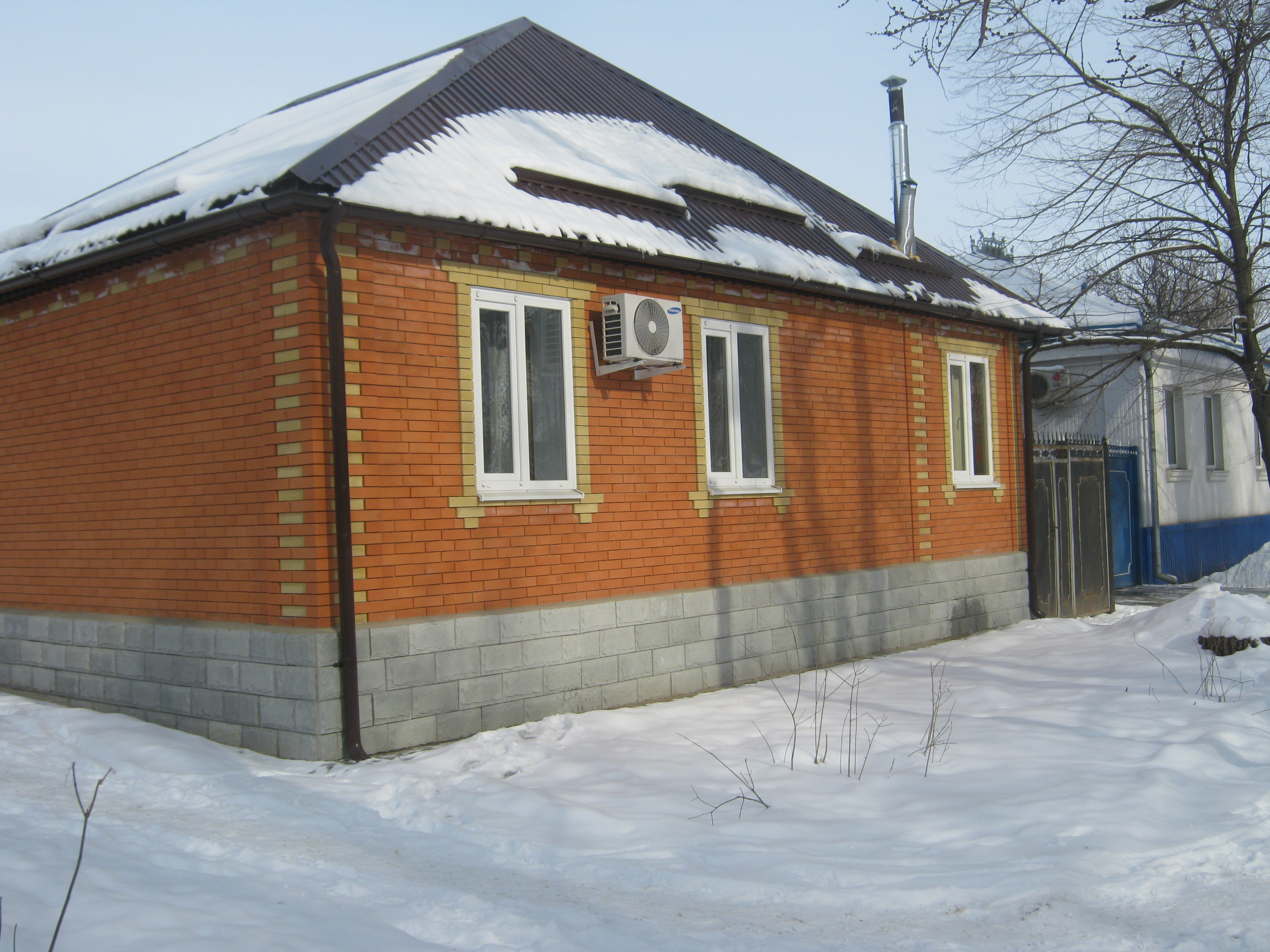
1911年から16年までマルィギンが住んだ家（スタヴロポリ地方スヴェトログラード、レーニン通り）

イヴァン・ヴァシリエヴィチ・マルィギン（ロシア語: Иван Васильевич Малыгин、1887年2月3日 - 1918年9月20日）は、ロシアの革命家であり、26人のバクー・コミッサールの一員である。

## 生涯
1887年2月3日（ユリウス暦1月22日）、ロシア帝国ウラジーミル県マルコヴォで大工の家庭に生まれた。1905年からロシア社会民主労働党に入党し、バクー、ダゲスタン、スタヴロポリの『プラウダ』編集局で活動。1911年に5年間のカフカース追放刑を受けた。1914年から1918年まで軍に入隊し、予備役兵の間で革命宣伝を行った。二月革命後はピャチゴルスク・ソビエトのメンバーとなり、グロズヌイとバクーのボリシェヴィキ党組織でも働き、8月にはペトログラードで開かれた全ロシア・ソビエト会議 (ru) に出席。カフカース軍軍事革命委員会 (en) においてはチフリスの第2地域大会メンバーとなり、1918年1月に軍事革命委員会書記となった。
同年4月にはバクー・ソビエトのテレク代表となり、同時にバクー・コミューンの陸海軍人民委員部員となり、ドイツ帝国とオスマン帝国の双方からバクーを防衛する戦いを指揮した。しかし、7月末にコミューンが崩壊すると逮捕され、他のコミューン成員らとともに9月20日に銃殺された。